# Jaroslav Krombholc

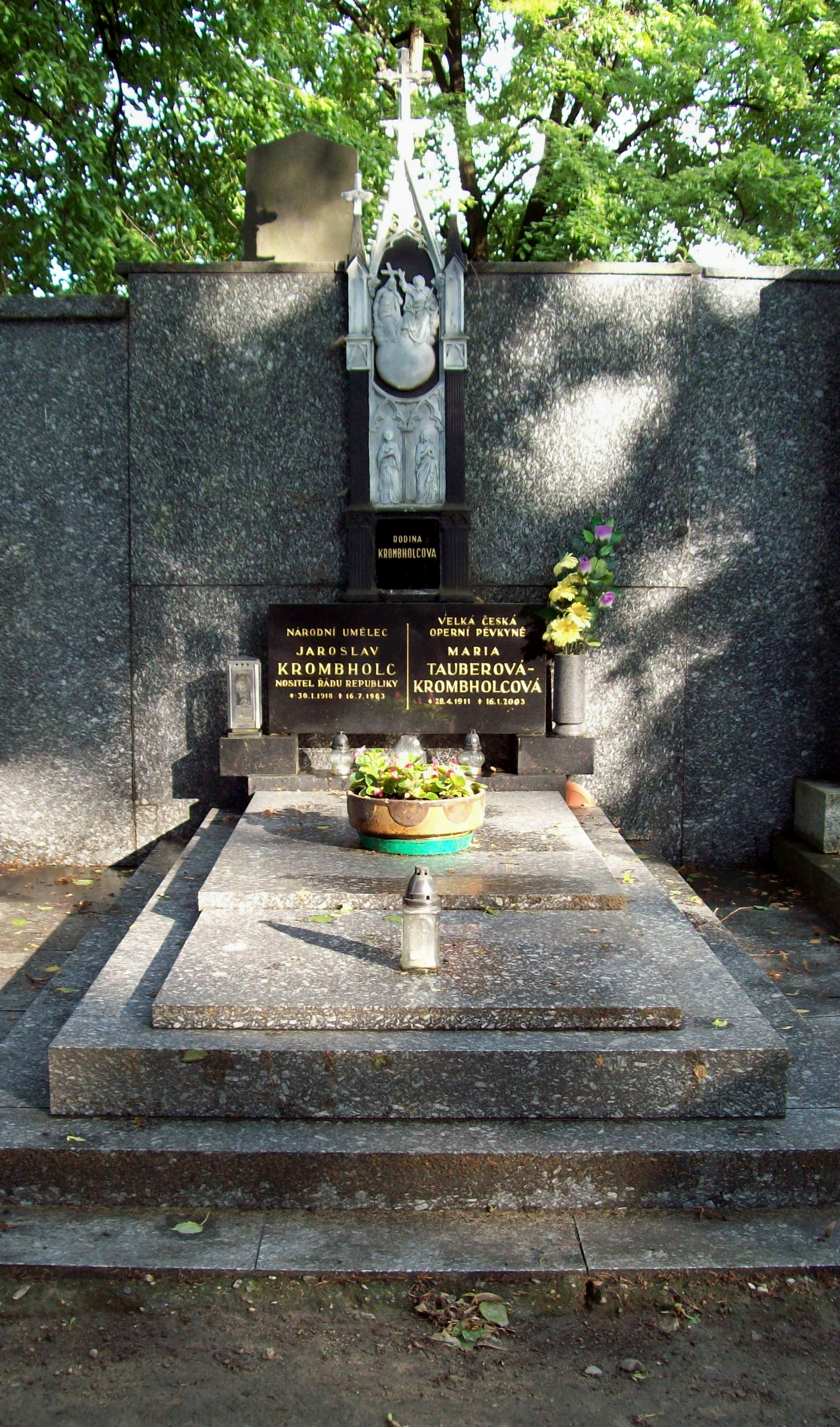
Tomba de Jaroslav Krombholc i Maria Tauberová, a Mělník

Jaroslav Krombholc (Praga, 30 de gener de 1918 - 16 de juliol de 1983) fou un director d'orquestra txec.
Krombholc va néixer en una família de músics. Va estudiar al Conservatori de Praga (1937-1940) i amb Václav Talich fins al 1942. Després va esdevenir director de diversos teatres. Va fer diversos enregistraments d'òperes txeques per a Supraphon, notablement Kàtia Kabànova de Janáček, i Julietta de Martinů. Va succeir com a director a Václav Talich al Teatre Nacional de Praga.
La seva muller era la soprano Maria Tauberová.